# Прокопино
Прокопино — деревня в Локнянском районе Псковской области. Входит в состав сельского поселения «Михайловская волость».

## География
Деревня находится в юго-восточной части Псковской области, в зоне хвойно-широколиственных лесов, в 1,5-2 км к юго-востоку от Михайлова Погоста и в полукилометре от парка имения Брянчанинова в Старых Липах.

### Климат
Климат характеризуется как умеренно континентальный, влажный. Средняя многолетняя температура самого холодного месяца (января) составляет −7,7°С, средняя температура самого тёплого (июля) — +17,6°С. Среднегодовое количество осадков — 700—900 мм. Продолжительность безморозного периода составляет 141 день.

## Население
| 2001 | 2002 | 2010 |
| ---- | ---- | ---- |
| 7    | ↗10  | ↘0   |